# Erik Zabel
Erik Zabel (Berlín, 7 de juliol del 1970) va ser un ciclista alemany professional des del 1992 fins al 2008, amb més de dos-cents victòries. Considerat un dels millors esprintadors de la seva època, entre altres triomfs destaquen la classificació per punts del Tour de França en sis ocasions, de la Volta a Espanya en tres, així com un total de dotze etapes individuals en el Tour i vuit a la Volta a Espanya. A la classificació de l'UCI fou campió els anys 2001 i 2002, segon el 2000 i 2003 i tercer el 2004. A més, es defensava relativament bé a les etapes de mitja muntanya, fet que li va permetre guanyar clàssiques com la Milà-San Remo.
L'any 2006, va reconèixer en una conferència de premsa que havia utilitzat eritropoietina durant la primera setmana del Tour de França del 1996. Malgrat aquesta confessió, l'equip Milram va deixar que Zabel continuís a l'equip.

## Palmarès
- 1992
  - Vencedor de 2 etapes de la Cursa de la Pau
- 1993
  - Vencedor d'una etapa de la Tirrena-Adriàtica
  - 1r al Tour de Berna
- 1994
  - 1r a la París-Tours
  - Vencedor de 3 etapes de la Volta a Aragó
  - Vencedor de 4 etapes de la Tour de l'Avenir
  - 1r a la Clàssica Haribo
- 1995
  - Vencedor de 2 etapes del Tour de França
  - Vencedor de 2 etapes dels Quatre dies de Dunkerque
  - Vencedor de 2 etapes de la Volta a Suïssa
  - Vencedor d'una etapa de la Tirrena-Adriàtica
  - Vencedor d'una etapa de la Volta a Aragó
  - 1r als Sis dies de Múnic (amb Etienne De Wilde)
- 1996
  - Vencedor de 3 etapes de la Setmana Catalana
  - Vencedor de 2 etapes del Tour de França i  la Classificació per punts
  - Vencedor d'una etapa de la Volta a Andalusia
  - Vencedor d'una etapa dels Quatre dies de Dunkerque
  - Vencedor d'una etapa de la Volta als Països Baixos
  - Vencedor d'una etapa de la Volta a Luxemburg
  - 1r a la Volta a Colònia
  - 1r als Sis dies de Dortmund (amb Rolf Aldag)
- 1997
  - 1r del Trofeu Palma de Mallorca a la Challenge de Mallorca
  - 1r a la Milà-San Remo
  - Vencedor de 3 etapes del Tour de França i  la Classificació per punts
  - 1r a la Volta a Andalusia i vencedor d'una etapa
  - 1r al Trofeu Luis Puig
  - 1r a la Grote Scheldeprijs
  - 1r a la Rund um Berlin
  - Vencedor d'una etapa de la Volta a la Comunitat Valenciana
  - Vencedor de 2 etapes de la Volta a Baviera
  - Vencedor d'una etapa de la Volta a Suïssa
  - Vencedor d'una etapa de la Volta als Països Baixos
  - Vencedor d'una etapa de la Volta a Luxemburg
- 1998
  - 1r del Trofeu Palma de Mallorca a la Challenge de Mallorca
  - 1r a la Milà-San Remo
  -  Campió d'Alemanya en ruta
  - Vencedor de 3 etapes de la Tirrena-Adriàtica
  - Vencedor de 2 etapes de la Volta a Aragó
  - Vencedor d'una etapa de la Volta a la Comunitat Valenciana
  -  Classificació per punts del Tour de França
  - Vencedor de 2 etapes de la Volta a Baviera
  - Vencedor d'una etapa de la Volta a Luxemburg
  - 1r a la Delta Profronde
  - 1r al GP Buchholz
- 1999
  - 1r al Rund um den Henninger Turm
  - 1r al Sparkassen Giro Bochum
  - Vencedor de 2 etapes del Tour Down Under
  - Vencedor de 2 etapes de la Volta a Catalunya
  - Vencedor d'una etapa de la Volta a Aragó
  - Vencedor d'una etapa de la Volta a la Comunitat Valenciana
  - Vencedor d'una etapa de la Volta a Alemanya
  - Vencedor de 2 etapes de la Volta a Baviera
  -  Classificació per punts del Tour de França
- 2000
  - 1r a la Milà-San Remo
  - 1r a l'Amstel Gold Race
  -  Campió del Món de ciclisme
  - Vencedor de 3 etapes de la Volta a Alemanya
  - Vencedor de 2 etapes de la Setmana Catalana
  - Vencedor de 2 etapes de la Volta a Catalunya
  - Vencedor d'una etapa de la Volta a Andalusia
  - Vencedor d'una etapa de la Volta a la Comunitat Valenciana
  - Vencedor d'una etapa de la Tirrena-Adriàtica
  - Vencedor d'una etapa de la Volta a Renània-Palatinat
  - Vencedor d'una etapa del Tour de França i  la Classificació per punts
  - Vencedor d'una etapa de la Volta a Baviera
  - Vencedor d'una etapa del Tour Down Under
  - 1r al Trofeu Luis Puig
  - 1r als Sis dies de Dortmund (amb Rolf Aldag)
- 2001
  - 1r del Trofeu Palma de Mallorca i del Trofeu Manacor a la Challenge de Mallorca
  - 1r a la Milà-San Remo
  - 1r a la HEW Cyclassics
  - Vencedor de 3 etapes de la Volta a Alemanya
  - Vencedor de 3 etapes del Tour de França i  la Classificació per punts
  - Vencedor de 3 etapes de la Volta a Espanya
  - Vencedor de 2 etapes de la Volta a Suïssa
  - Vencedor d'una etapa de la Volta a Andalusia
  - Vencedor d'una etapa de la Volta a la Comunitat Valenciana
  - Vencedor de 4 etapes de la Volta a Baviera
  - 1r al Trofeu Luis Puig
  - 1r als Sis dies de Múnic (amb Silvio Martinello)
  - 1r als Sis dies de Dortmund (amb Rolf Aldag)
- 2002
  - 1r al Rund um den Henninger Turm
  - Vencedor de 4 etapes de la Volta a Alemanya
  - Vencedor de 2 etapes de la Volta a Suïssa
  - Vencedor de 2 etapes de la Setmana Catalana
  - Vencedor d'una etapa del Tour de França
  - Vencedor d'una etapa de la Tirrena-Adriàtica
  - Vencedor d'una etapa de la Volta a Aragó
  - Vencedor d'una etapa de la Volta als Països Baixos
  - Classificació per punts de la Volta a Espanya
  - Vencedor d'una etapa de la Volta a Baviera
  - Vencedor d'una etapa de la Volta a Luxemburg
  - 1r a la Volta a Nuremberg
  -  1r de la classificació per punts de la Volta a Espanya
- 2003
  -  Campió d'Alemanya en ruta
  - 1r a la París-Tours
  - Vencedor de 2 etapes de la Setmana Catalana
  - Vencedor d'una etapa de la Volta a Múrcia
  - Vencedor d'una etapa de la Volta a Alemanya
  - Vencedor d'una etapa de la Volta als Països Baixos
  - Vencedor d'una etapa de la Volta a Baviera
  - Vencedor de 2 etapes de la Volta a Espanya i  1r de la classificació per punts
- 2004
  - Vencedor d'una etapa de la Volta a Andalusia
  -  1r de la classificació per punts de la Volta a Espanya
  - Medalla de plata al Campionat del Món de ciclisme
  - Vencedor de 2 etapes de la Volta a Baviera
  - 1r a la Volta a Colònia
  - Vencedor de 2 etapes de la Cursa de la Pau
- 2005
  - 1r al Rund um den Henninger Turm
  - 1r a la París-Tours
  - 1r als Sis dies de Múnic (amb Robert Bartko)
  - 1r als Sis dies de Dortmund (amb Rolf Aldag)
- 2006
  - Vencedor de 2 etapes de la Volta a Espanya
  - Vencedor d'una etapa de la Volta a Baviera
  - 1r als Sis dies de Múnic (amb Bruno Risi)
  - 1r als Sis dies de Dortmund (amb Bruno Risi)
- 2007
  - Vencedor de 2 etapes de la Volta a Baviera
  - Vencedor d'una etapa de la Volta a Suïssa
  - Vencedor d'una etapa de la Volta a Alemanya
  - Vencedor d'una etapa de la Volta a Espanya
  - 1r als Sis dies de Bremen (amb Bruno Risi)
- 2008
  - Vencedor d'una etapa de la Volta a la Comunitat Valenciana
  - 1r als Sis dies de Dortmund (amb Leif Lampater)
- 2009
  - 1r als Sis dies de Berlín (amb Robert Bartko)
  - 1r als Sis dies de Bremen (amb Leif Lampater)

### Resultats al Giro d'Itàlia
- 2005. 63è de la classificació general
- 2008. 80è de la classificació general

### Resultats al Tour de França
- 1994. Abandona
- 1995. 90è de la classificació general. Vendedor de 2 etapes
- 1996. 82è de la classificació general. Vendedor de 2 etapes
- 1997. 66è de la classificació general. Vendedor de 3 etapes i classificació per punts
- 1998. 62è de la classificació general. Classificació per punts
- 1999. 89è de la classificació general. Classificació per punts
- 2000. 61è de la classificació general. Vendedor d'una etapa i classificació per punts
- 2001. 96è de la classificació general. Vendedor de 3 etapes i classificació per punts
- 2002. 82è de la classificació general. Vendedor d'una etapa
- 2003. 107è de la classificació general
- 2004. 59è de la classificació general
- 2006. 86è de la classificació general
- 2007. 79è de la classificació general
- 2008. 43è de la classificació general

### Resultats a la Volta a Espanya
- 2001. 86è de la classificació general. Vendedor de 3 etapes
- 2002. 69è de la classificació general. Classificació per punts
- 2003. 72è de la classificació general. Vendedor de 2 etapes i classificació per punts
- 2004. 43è de la classificació general. Classificació per punts
- 2005. 62è de la classificació general
- 2006. 62è de la classificació general. Vendedor de 2 etapes
- 2007. 73è de la classificació general. Vendedor d'una etapa
- 2008. 49è de la classificació general